# Doom: Annihilation
Pour les articles homonymes, voir Doom (homonymie) et Annihilation.
Pour plus de détails, voir Fiche technique et Distribution.
Doom: Annihilation est un film américain de science fiction de Tony Giglio, sorti directement en vidéo (direct-to-video) le 1er octobre 2019.
Il s'agit de la seconde tentative d'adaptation de la série de jeux vidéo Doom d'id Software, après le film Doom sorti en 2005. Le film engrange une critique majoritairement négative et une faible recette sur le marché vidéo.

## Synopsis
Sur Phobos, une des lunes de la planète Mars, l'Union Aerospace Corporation teste un système de téléportation entre la lune et un site situé sur Terre, dans le Nevada; cependant, l'expérience se passe mal et transforme le personnel en zombie. Un groupe de Marines de l'UAC se rend sur place après avoir reçu un message de détresse. Ils vont devoir faire face aux zombies, qui pourraient menacer toute vie sur Terre.

## Fiche technique
Sauf indication contraire, les informations mentionnées dans cette section peuvent être confirmées par la base de données cinématographiques IMDb,  présente dans la section « Liens externes ».
- Titre original : Doom: Annihilation
- Réalisation : Tony Giglio
- Scénario : Tony Giglio, d'après la série vidéoludique Doom éditée par id Software
- Direction artistique : Emil Gigov
- Décors : Kes Bonnet
- Photographie : Alexander Krumov
- Montage : Peter Mergus
- Musique : Frederik Wiedmann
- Production : Ogden Gavanski

Producteurs délégués : John Wells et Lorenzo di Bonaventura
Producteur exécutif : Yanko Ushatov
- Sociétés de production : Battle Mountain Films, Di Bonaventura Pictures, John Wells Productions et Universal 1440 Entertainment
- Société de distribution : Universal Pictures Home Entertainment (États-Unis)
- Budget : n/a
- Pays d'origine :  États-Unis
- Langue originale : anglais
- Format : couleur
- Genre : science-fiction, action, horreur
- Durée : 96 minutes
- Date de sortie[2] :
  - États-Unis : 1er octobre 2019 (directement en vidéo)

## Distribution
- Amy Manson : Joan Dark
- Dominic Mafham : Dr. Betruger
- Luke Allen-Gale : Bennett Stone
- Nina Bergman : Carley
- Louis Mandylor
- Hari Dhillon
- Lorina Kamburova
- Jemma Moore

## Production
En avril 2018, Universal Pictures révèle ses projets d'un reboot en direct-to-video du film Doom (2005), produit par sa filiale Universal 1440 Entertainment. Nina Bergman, chanteuse du groupe Letters from the Fire, confirme sa participation sur son compte Instagram.
En mars 2019, Universal révèle des images, un synopsis, une date de sortie potentielle ainsi que le titre du film : Doom: Annihilation,.
Le tournage a lieu en Bulgarie, principalement à Sofia et s'achève en juin 2018. Courant 2019, de nouvelles prises de vues sont effectuées pour retravailler certaines scènes et refaire certains effets visuels.

## Sortie
En mars 2019, une première bande-annonce est dévoilée.
Peu après, la société id Software (les créateurs du jeu vidéo Doom) explique ne pas être impliquée sur le film et s'en désolidariser totalement. Cette annonce intervient à la suite des critiques des fans du jeu vidéo concernant les premières images du film.
Le film sort en Blu-ray, DVD et HD Digital le 1er octobre 2019.

## Accueil

### Critique
Sur le site agrégateur de critiques Rotten Tomatoes, le film obtient un score de 43 % d'avis favorables, sur la base de 7 critiques collectées et une note moyenne de 4,97/10.
La critique du film est dans l’ensemble négative, notamment à cause de la faiblesse de l'intrigue, des personnages, de la production et du manque d'originalité,,.

### Box office
Sorti en direct-to-video, le film engrange une recette totale (sur Blu-ray et DVD) de 74 722 $ sur le marché vidéo.